# Aeroporto de Aviação Geral de Miami Homestead
O Aeroporto de Aviação Geral de Miami Homestead (em inglês: Miami Homestead General Aviation Airport) é um aeroporto para aviões de pequeno porte localizado em Homestead, no estado da Flórida, nos Estados Unidos.